# 第127機械化師団 (人民解放軍陸軍)
第127機械化師団（第127机械化师）は、中国人民解放軍陸軍の師団の1つ。第54集団軍に所属する。

## 歴史
第127師団は、辛亥革命時代に孫文が編成した鉄甲車隊を起源とする。北伐戦争中、「葉挺独立団」として著名になり、「鉄軍」の名誉称号を得た。その後、南昌起義を経て、朱毛紅軍の紅4軍、紅第1軍団の中核部隊となった。
- 1937年8月 - 八路軍第115師第343旅第685団編成
- 1940年 - 華中で挺身行動を行い、前後して蘇魯予支隊、第5縦隊第1支隊、教導第1旅に編成された。
- 1941年2月 - 新四軍第3師第7旅に改編。劉老庄の戦いで、第19団（現第379団）第4連の兵士82名が玉砕し、名誉称号「劉老庄連」を得る。
- 1945年 - 日本降伏後、東北部に進軍
- 1946年2月 - 秀水河子戦闘に参加し、国民党第13軍第89師の第265団と第266団の一部を撃滅
- 1946年10月 - 東北民主連軍第6縦隊第16師に改編され、遼瀋、平津戦役に参加
- 1948年11月 - 第43軍第127師に改編
- 1950年4月 - 第4野戦軍に従い南下し、海南島戦役に参加
- 1951年 - 海南島での掃討作戦後、同島に駐屯。第43軍が一時廃止され、広州軍区の独立師団となる。
- 1968年 - 第43軍が再建され、広西桂林、後に河南に移動
- 1979年2月 - 中越戦争に参加
- 1984年 - 中国共産党中央軍事委員会により偵察連に「英雄偵察連」の称号が授与される。

## 編制
判明分のみ。（）内は、中国語名、名誉称号の順。
- 第379連隊　（第379団、紅軍団、葉挺独立団）
  - 第1中隊　（第1連、阻撃英雄連）
  - 第4中隊　（第4連、劉老庄連）
  - 第9中隊　（第9連、能攻善守英雄連）
- 第380連隊　（第380団、紅軍団、秋收起義紅二団）
- 偵察中隊　（偵察連、英雄偵察連）